# Distrito Histórico de James Street Commons
El Distrito Histórico James Street Commons es un distrito histórico de 26 ha ubicado en Newark, condado de Essex, Nueva Jersey (Estados Unidos). El distrito se agregó al Registro Nacional de Lugares Históricos el 9 de enero de 1978 por su importancia en arquitectura, arte, planificación y desarrollo comunitario, educación, industria e historia social. Hubo un pequeño aumento de límites el 22 de septiembre de 1983.

## Historia y descripción
Cuando se inspeccionó por primera vez en 1977 para determinar su estatus de hito, el distrito tenía 425 estructuras. Desde entonces, se han demolido alrededor de 170 edificios históricos del distrito, o alrededor del 40% del tejido urbano del distrito. Cuando se derriban edificios, el uso predominante del suelo se convierte en estacionamiento en superficie. La Universidad de Rutgers, Edison ParkFast, el Hospital St. Michael y el Instituto de Tecnología de Nueva Jersey son los principales propietarios de estacionamientos de superficie y estructuras dentro del distrito. En 2020, las acciones del presidente de NJIT, Joel Bloom, con la demolición de Warren Street School, un hito nacional, dieron como resultado que el distrito histórico se incluyera entre los diez lugares históricos más amenazados de Nueva Jersey.

## Propiedades contribuidoras
- Parque Washington (Newark)

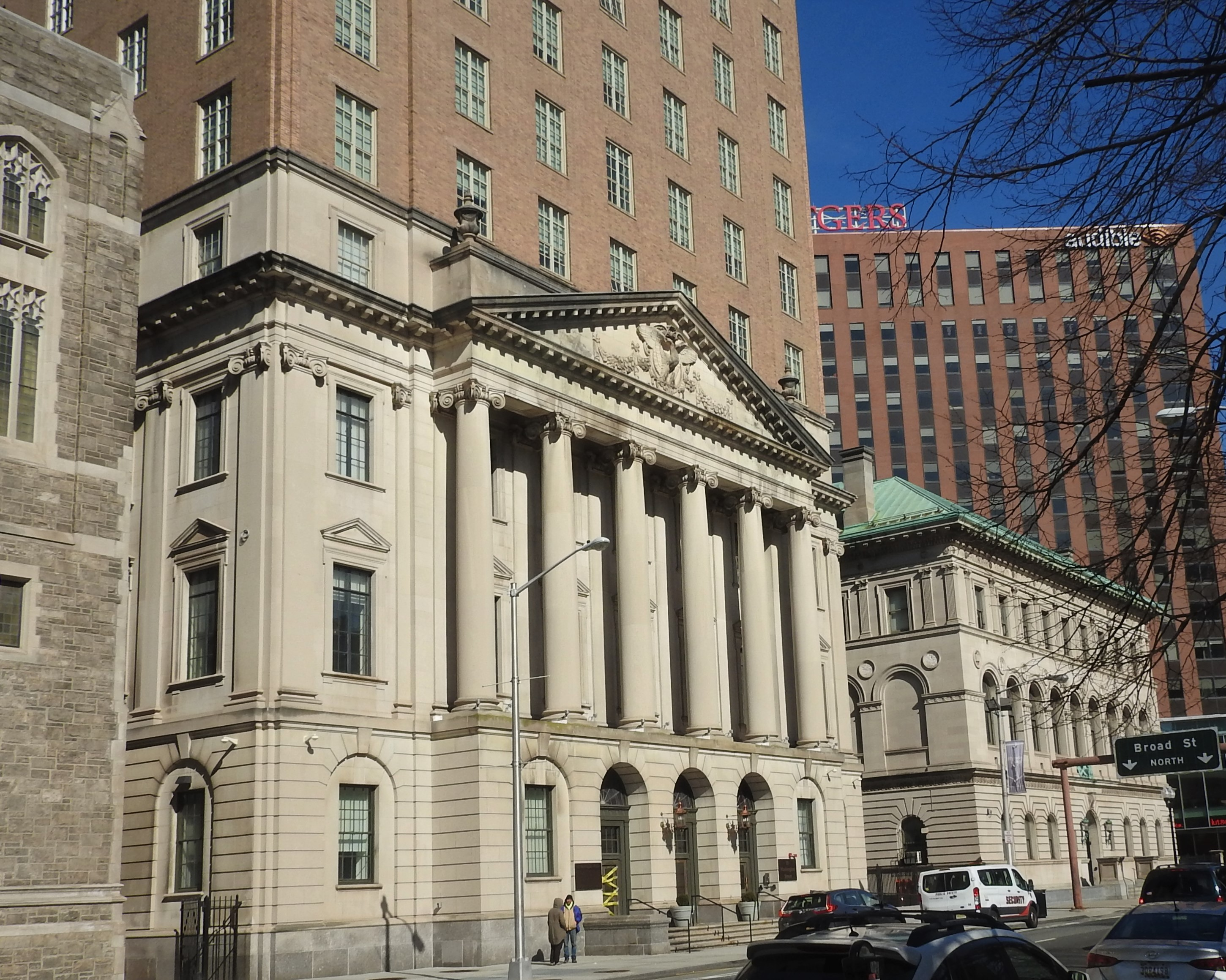
15 Washington Street, edificio de la compañía estadounidense de seguros

- Edificio de la compañía de seguros estadounidense
- Biblioteca pública de Newark
- Museo de Arte de Newark
- Hospital de San Miguel
- Pro-Catedral de San Patricio

## Gente notable
- Jeremiah O'Rourke - arquitecto irlandés-estadounidense en 45 Burnet Street
- Seth Boyden - el taller demolido estaba en el vecindario
- George Westinghouse : la fábrica demolida estaba a las afueras del distrito